# Cycas
Cycas is de botanische naam van een geslacht van de palmvarens. Er is onder taxonomen geen overeenstemming over de taxonomie van de palmvarens, maar door de meeste taxonomen worden de palmvarens ingedeeld in twee à drie families: Cycadaceae en Zamiaceae (plus Stangeriaceae). Het geslacht Cycas is dan het enige geslacht in de familie Cycadaceae.
De meest gekweekte soort is Cycas revoluta, di in Europa vaak als kamerplant gehouden wordt. Met de juiste omstandigheden kan deze plant wel duizend jaar oud worden. Bloemen krijgen ze eens in de drie jaar (en vaak dan nog maar één of twee). Ook Cycas circinalis is een gekweekte soort.

## Soorten
- Cycas aculeata
- Cycas angulata
- Cycas apoa
- Cycas arenicola
- Cycas armstrongii
- Cycas arnhemica
- Cycas badensis
- Cycas balansae
- Cycas basaltica
- Cycas beddomei
- Cycas bifida
- Cycas bougainvilleana
- Cycas brachycantha
- Cycas brunnea
- Cycas cairnsiana
- Cycas calcicola
- Cycas campestris
- Cycas candida
- Cycas canalis
- Cycas chamaoensis
- Cycas changjiangensis
- Cycas chevalieri
- Cycas circinalis (Ingerolde palmvaren)
- Cycas clivicola
- Cycas collina
- Cycas condaoensis
- Cycas conferta
- Cycas couttsiana
- Cycas curranii
- Cycas debaoensis
- Cycas desolata
- Cycas diannanensis
- Cycas dolichophylla
- Cycas edentata
- Cycas elephantipes
- Cycas elongata
- Cycas falcata
- Cycas fairylakea
- Cycas ferruginea
- Cycas fugax
- Cycas furfuracea
- Cycas guizhouensis
- Cycas hainanensis
- Cycas hoabinhensis
- Cycas hongheensis
- Cycas inermis
- Cycas javana
- Cycas lanepoolei
- Cycas lindstromii
- Cycas litoralis
- Cycas maconochiei
- Cycas macrocarpa
- Cycas media
- Cycas megacarpa
- Cycas micholitzii
- Cycas micronesica
- Cycas multipinnata
- Cycas nathorstii
- Cycas nongnoochiae
- Cycas ophiolitica
- Cycas orientis
- Cycas pachypoda
- Cycas panzhihuaensis
- Cycas papuana
- Cycas pectinata
- Cycas petraea
- Cycas platyphylla
- Cycas pranburiensis
- Cycas pruinosa
- Cycas revoluta
- Cycas riuminiana
- Cycas rumphii
- Cycas schumanniana
- Cycas scratchleyana
- Cycas seemannii
- Cycas segmentifida
- Cycas semota
- Cycas sexseminifera
- Cycas siamensis
- Cycas silvestris
- Cycas simplicipinna
- Cycas spherica
- Cycas szechuanensis
- Cycas taitungensis
- Cycas taiwaniana
- Cycas tanqingii
- Cycas tansachana
- Cycas thouarsii
- Cycas tropophylla
- Cycas tuckeri
- Cycas wadei
- Cycas xipholepis
- Cycas yorkiana
- Cycas yunnanensis
- Cycas zambalensis
- Cycas zeylanica